# سیمپل مایندز

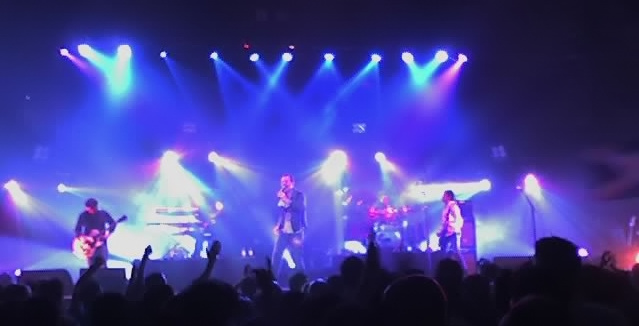

سیمپل مایندز (به انگلیسی: Simple Minds) نام یک گروه مشهور سافت راک اسکاتلندی دههٔ ۸۰-۹۰ میلادیست.
آهنگهای مشهور این گروه، alive and kicking، let there be love، و Dont you forget about me که در فیلم کلوپ صبحانه نیز بکار برده شد.